# Джеремія Браун
Джеремія Браун  (англ. Jeremiah Brown, 25 листопада 1985) — канадський веслувальник, олімпійський медаліст.

## Виступи на Олімпіадах
| Олімпіада   | Дисципліна                     | Місце |
| ----------- | ------------------------------ | ----- |
| Лондон 2012 | вісімка розстібна зі стерновим | 2     |